# Компромисс дворян

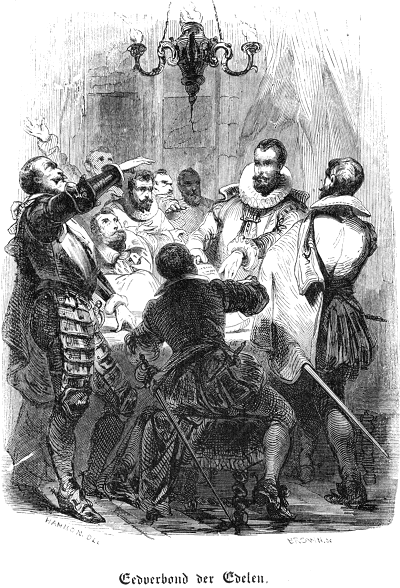
Завет клятвы знати, из Истории Бельгии Хендрика Консьянса, 1859

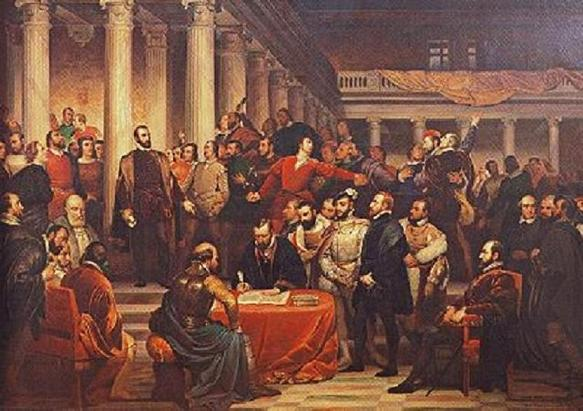
Компромисс голландской знати в 1566 году. Худ. Эдуард де Бьеф, 1849

Компромисс дворян, также Соглашение дворян (нидерл. Eedverbond der Edelen, фр. Compromis des Nobles) — договор между нидерландскими дворянами, составленный в 1566 году и направленный против испанцев, управлявших Нидерландами, против королевских эдиктов и инквизиции, как папской, так и епископальной.
Первыми лицами, подписавшими акт Компромисса, и инициаторами его были Людовик Нассауский, Николай де Гамм, Бредероде и др., автором же документа считается Сент-Альдегонд.
Документ, тайно пущенный по рукам, скоро был покрыт массой подписей — и дворян, и горожан, и католиков, и кальвинистов. Конфедераты клялись, что не посягают ни на славу Божию, ни на королевскую власть; напротив, цель их — «утверждение королевской власти и уничтожение всяких смут, мятежей, партий и заговоров»; они обязывались оставаться в неразрывном союзе и защищать друг друга от гонений и преследований.